# 弗朗切斯科·洛伊
弗朗切斯科·洛伊（義大利語：Francesco Loi 或 Francesco Loy，1891年2月21日—1977年3月9日），生于卡利亚里，意大利前男子竞技体操运动员。他曾获得1912年和1920年夏季奥运会体操比赛男子团体全能金牌。